# 寓斯科蛛
寓斯科蛛（学名：Scotophaeus domesticus）为平腹蛛科斯科蛛属的动物。分布于印度以及中国大陆的西藏等地。该物种的模式产地在印度。